# Kaiser Wilhelm-sällskapet

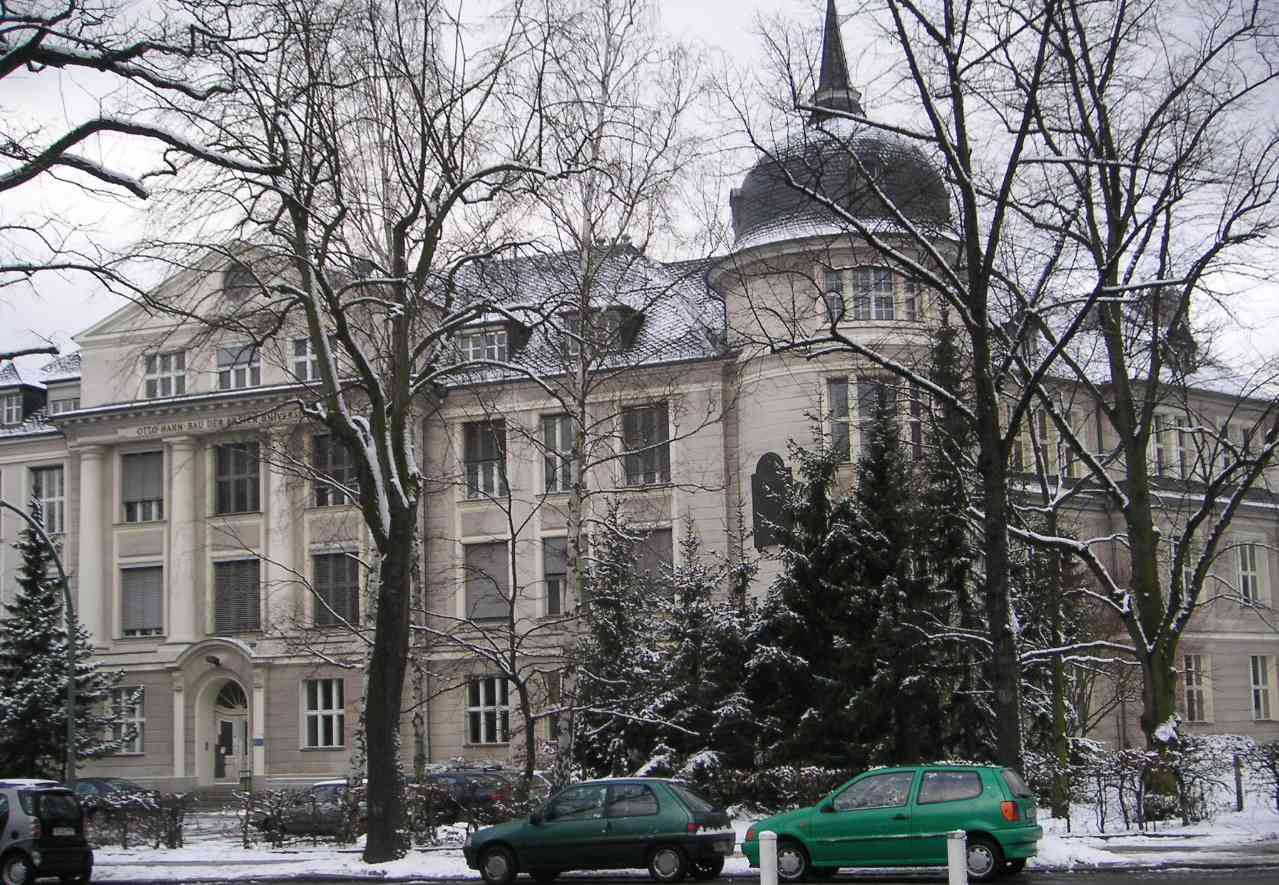
Kaiser-Wilhelm-Institut für Chemie (idag: Otto-Hahn-Bau på Freie Universität Berlin)

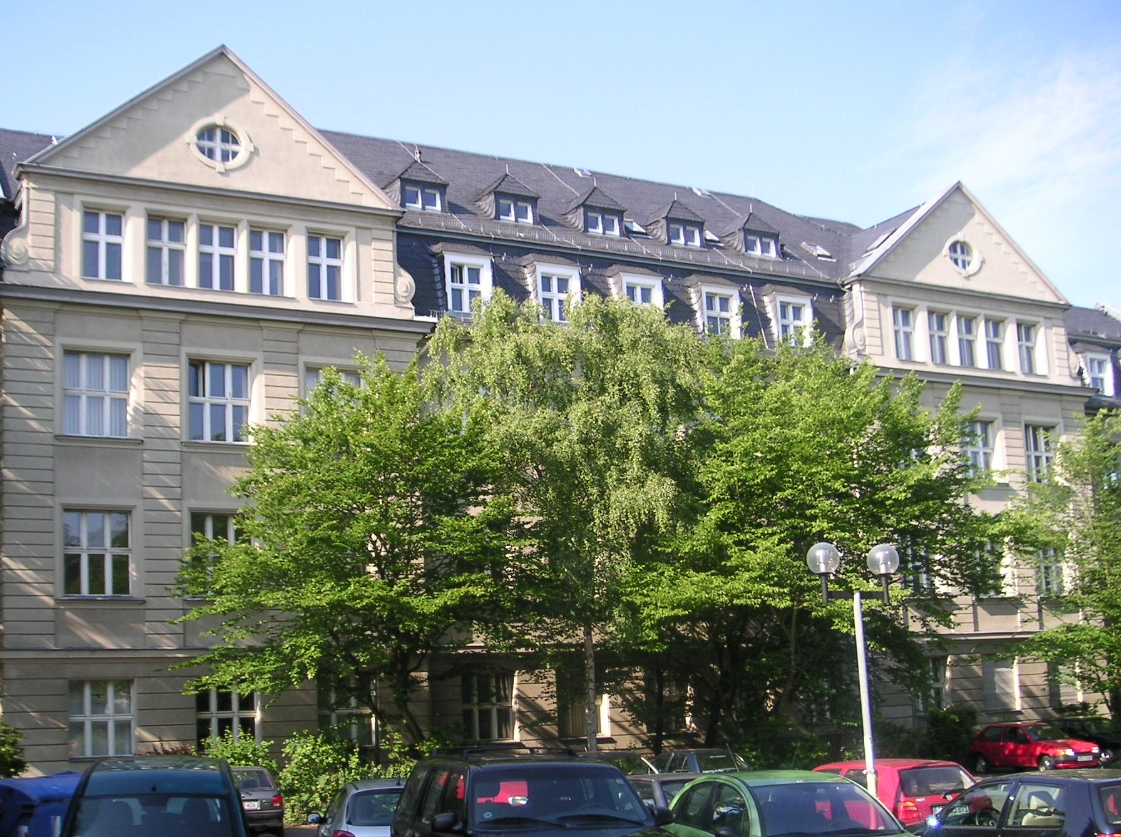
Kaiser-Wilhelm-Institut für Biologie (idag: Freie Universität Berlin)

Kaiser Wilhelm-sällskapet, tyska Kaiser-Wilhelm-Gesellschaft, KWG (egentligen Kaiser-Wilhelm-Gesellschaft zur Förderung der Wissenschaften) var en vetenskaplig forskningsorganisation i Tyskland som existerade år 1911–1948. Sällskapet bestod av ett antal världsledande forskningsinstitut inom flera vetenskapsområden, där framför allt många banbrytande upptäckter inom fysik gjordes. Institutet återuppstod 1948 i form av Max Planck-sällskapet.

## Historia
Kaiser Wilhelm-sällskapet grundades 11 januari 1911 på förslag av Adolf von Harnack som även blev dess första ordförande, fram till 1930. Hans efterträdare, den ledande fysikern Max Planck, ledde arbetet fram till 1937 då IG Farbens chef Carl Bosch tog över fram till sin död 1940. 1941–1945 var Albert Vögler ordförande. Tanken bakom grundandet var att de decentraliserade instituten skulle skapa förutsättningar för forskning och en forskarelit. Den mest kända av de upptäcker som skedde vid institutet är kärnklyvningen som upptäcktes vid Kaiser-Wilhelm-Institut für Chemie i Berlin 1938 av kemisterna Otto Hahn, Lise Meitner och Fritz Strassmann. Det är omstritt vilken roll institutet spelade i det tyska atomvapenprogrammet.
Den antropologiska sektionen, Kaiser-Wilhelm-Institut für Anthropologie, menschliche Erblehre und Eugenik, under ledning av professor Verschuer, arbetade i nära samarbete med dr Josef Mengele i rasbiologiska ämnen. Dess grupp för kemisk vetenskap medverkade i framtagningen av senapsgasen. Max Planck-institutens moderorganisation inrättade 1997 ett program för forskning rörande sin föregångares historiska roll i Nazityskland, "Geschichte der Kaiser-Wilhelm-Gesellschaft im Nationalsozialismus" (Kaiser Wilhem-sällskapets historia inom nationalsocialismen).
Efter krigsslutet flyttade Max Planck till en släkting i Göttingen. Samtidigt samlades flera tyska fysiker i staden, i syfte att återupprätta Kaiser Wilhelm-sällskapet. I juli 1945 gick Planck med på att verka som dess ordförande, en sista gång. Trots sin sviktande hälsa fortsatte han sina resor och föreläsningar. Den 1 april 1946 efterträddes han som ordförande för KWG av Otto Hahn. Den brittiska ockupationsmakten insisterade på en namnändring av institutet, och i februari 1948 – ett halvår efter Plancks död – ändrades namnet till nuvarande Max Planck-sällskapet.